# Freyella elegans
Freyella elegans är en sjöstjärneart som först beskrevs av Addison Emery Verrill 1884.  Freyella elegans ingår i släktet Freyella och familjen Freyellidae. Inga underarter finns listade i Catalogue of Life.